# Harpersville
Harpersville is een plaats (town) in de Amerikaanse staat Alabama, en valt bestuurlijk gezien onder Shelby County.

## Demografie
Bij de volkstelling in 2000 werd het aantal inwoners vastgesteld op 1620.
In 2006 is het aantal inwoners door het United States Census Bureau geschat op 1677, een stijging van 57 (3,5%).

## Geografie
Volgens het United States Census Bureau beslaat de plaats een oppervlakte van
41,1 km², geheel bestaande uit land. Harpersville ligt op ongeveer 165 m boven zeeniveau.

## Plaatsen in de nabije omgeving
De onderstaande figuur toont de plaatsen in een straal van 24 km rond Harpersville.